# Letectvo Vietnamské republiky
Letectvo Vietnamské republiky (vietnamsky Không lực Việt Nam Cộng hòa, Vietnamské vzdušné síly, někdy známé také pod označením v angličtině jako Vietnam Air Force, zkratkou VNAF) bylo vzdušnou složkou ozbrojených sil Vietnamské republiky, v nichž existovalo vedle armády, námořnictva a námořní pěchoty. Vzniklo v roce 1955, a v průběhu vietnamské války existovalo až do dubna roku 1975, kdy po pádu Saigonu zaniklo spolu s Vietnamskou republikou.

## Vybavení
Bitevní letouny a gunshipy
- Douglas A-1 Skyraider
- Cessna A-37 Dragonfly
- Douglas AC-47 Spooky
- Fairchild AC-119G Shadow
- Fairchild AC-119K Stinger

Bombardéry

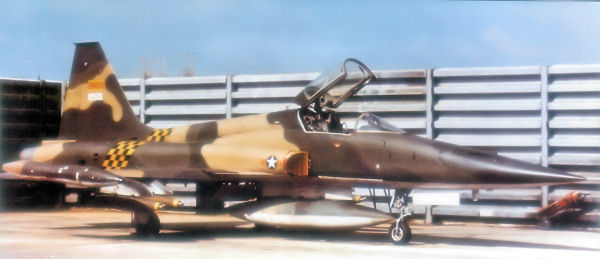
Stíhačka F-5C na základně Bien Hoa, 1971

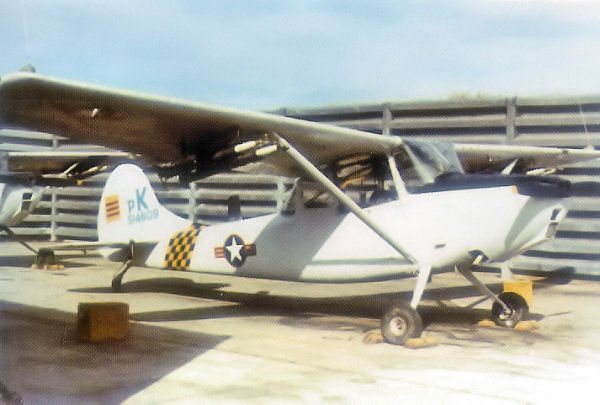
Pozorovací Cessna O-1 112. spojovací peruti 23. taktického křídla, Bien Hoa, 1971

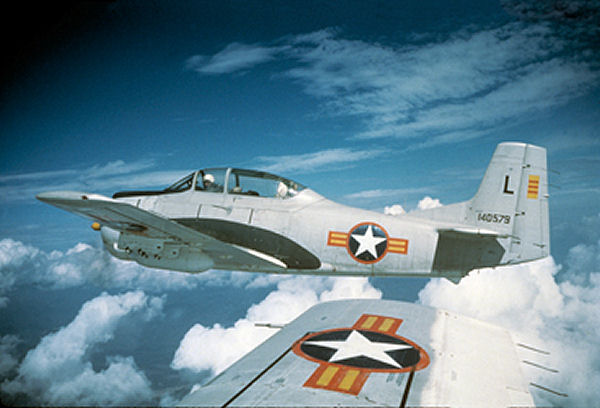
North American T-28 Trojan v jihovietnamském zbarvení během programu Farm Gate, kdy tyto letouny létaly se smíšenými americko-vietnamskými osádkami.

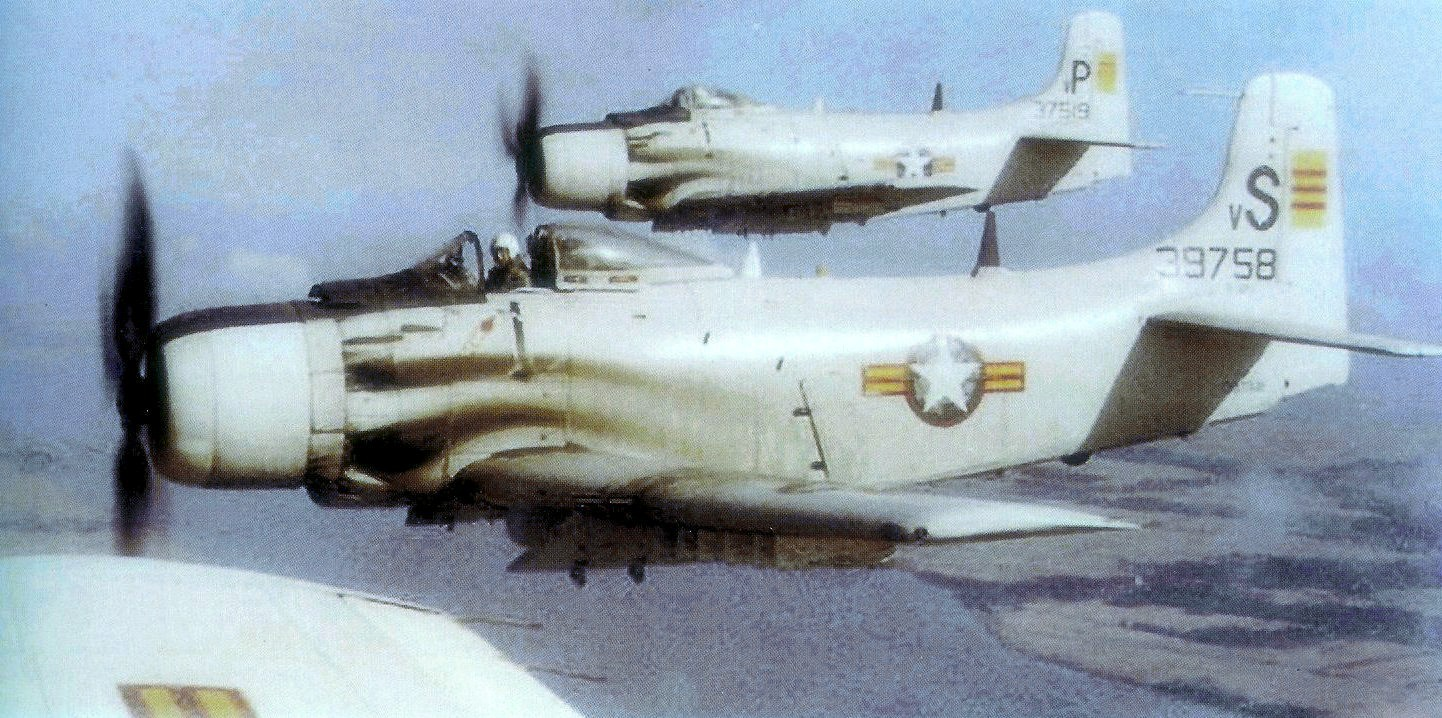
A-1H Skyraider 520. stíhací peruti, operující ze základny Binh Thuy

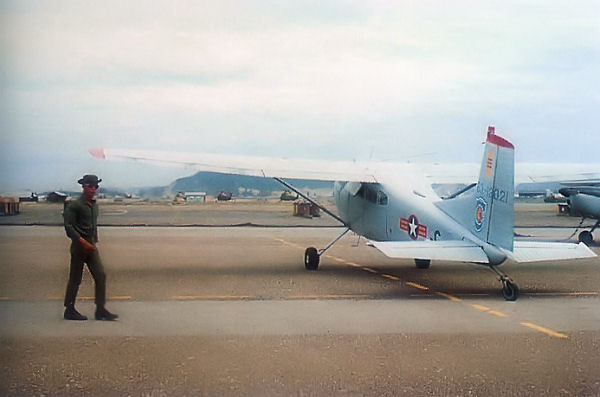
Cessna U-17A (ex-USAF s/n 63-13021) na základně Nha Trang

- Douglas B-26 Invader - poskytnuty v rámci programu Farm Gate
- Martin B-57 Canberra - zapůjčeny USAF pro výcvik, ale bojově nenasazeny

Stíhací letouny
- Grumman F8F Bearcat
- Northrop F-5A/B/C Freedom Fighter
- Northrop F-5E Tiger II

Pozorovací a průzkumné letouny
- Douglas RC-47
- Northrop RF-5A Freedom Fighter
- Cessna L-19/O-1A Bird Dog
- Cessna O-2A Skymaster
- Morane-Saulnier MS.500 Criquet

Vrtulníky
- Aérospatiale SA 318 Alouette II
- Aérospatiale SA 319 Alouette II
- Bell UH-1 Iroquois/Huey
- Sikorsky H-19 Chickasaw
- Sikorsky H-34 Choctaw
- Boeing CH-47 Chinook

Cvičné letouny
- Pazmany PL-1
- North American T-6 Texan
- North American T-28 Trojan - v rámci programu Farm Gate nasazeny i jako lehké bojové
- Cessna T-37 Tweet
- Cessna T-41 Mescalero

Transportní letouny
- L-26 Aero Commander
- de Havilland Canada C-7 Caribou
- Beechcraft C-45 Expeditor
- Douglas C-47 Skytrain
- Douglas DC-6/C-118 Liftmaster
- Fairchild C-119 Flying Boxcar
- Fairchild C-123 Provider
- Lockheed C-130 Hercules
- Dassault MD 315 Flamant
- de Havilland Canada U-6 Beaver
- Cessna U-17A/B Skywagon
- Republic RC-3 Seabee